# 오히토역
오히토역(일본어: 大仁駅)은 일본 시즈오카현 이즈노쿠니시에 있는 이즈하코네 철도 슨즈 선의 역이다. 특급 "오도리코"의 정차역이고, 근처에 온천이 있다.

## 역사
- 1899년
  - 7월 17일: 난조(현, 이즈나가오카) ~ 오히토 간 개통과 동시에 영업 개시.
  - 12월 25일: 제국의회 의장에게, 오히토 역을 기점으로서, 시모다 항까지 이르는 시모다 철도 부설 청원서를 제출하였지만 실현되지 않고 구상만으로 끝나게 됨.
- 1924년 8월 1일: 오히토 ~ 슈젠지 간 개통으로 중간역이 됨.
- 2009년 10월 12일: 오히토 고교의 창립 90주년을 기념하여, 발차 멜로디를 본 학교의 교가를 개조한 것으로 변경됨. 2010년 3월까지[1].
- 2015년 3월 27일: 다쿄 ~ 슈젠지 구간의 철도종합기술연구소가 초전도 전기 기술을 이용한 세계 최초의 열차 주행 시험에 성공. 오히토 역에 초전도 송전 시스템을 설치하고 시험 주행 실시.

## 역 구조
섬식 승강장 1면 2선의 지상역이다. 1번 선 양쪽의 승강장은 과거 오히토 역이 종착역이었던 자취로, 현재는 역사 측의 승강장은 사용되지 않는다. 역사와 인접한 곳에 화물 승강장이 존재했지만 지금은 그 위치에 주차장이 건설되었다.

### 승강장
| 1 | ■ 특급 "오도리코" (하행) | 슈젠지 방면                                                         |
| 1 | ■ 슨즈 선(하행)          | 슈젠지 방면                                                         |
| 2 | ■ 특급 "오도리코" (상행) | 이즈나가오카・다이바・미시마・아타미・오다와라・요코하마・도쿄 방면 |
| 2 | ■ 슨즈 선(상행)          | 이즈나가오카・다이바・미시마 방면                                   |
| 2 | ■ 슨즈 선(하행)          | 슈젠지 방면(본 역에서 교행을 하지 않는 열차)                        |

- 본 역에서 교행을 하지 않는 하행 열차는 2번 선에서 발차한다. 이는 구내 건널목의 차단을 피하기 위함이다.
- 2009년 10월 12일부터 2010년 3월 31일까지, 본 역이 근처역인 오히토 고등학교의 교가가 발차 멜로디로 사용되고 있었다(고등학교 통폐합에 의한, 오히토 고등학교는 현재 이즈 종합 고등학교이다).

## 역 주변
2006년, 역 로타리에 족욕탕이 설치되었다.
- 오히토 온천
- 오히토 신사
- 도시바 테크 오히토 사업소
- 스이쇼 산
- 시즈오카 현립 오히토 고등학교
- 오히토 호텔
- 슈젠지 도로 오히토미나미 IC
- 국도 제136호선
- 아피타 오히토점
- 가노 강
- 시로 산

## 인접역
| 이즈하코네 철도 ■ 슨즈 선     | 이즈하코네 철도 ■ 슨즈 선 | 이즈하코네 철도 ■ 슨즈 선 |
| ----------------------------- | ------------------------- | ------------------------- |
| IS09 이즈나가오카 미시마 방면 | ■ 특급 "오도리코"         | 슈젠지 IS13 슈젠지 방면   |
| IS10 다쿄 미시마 방면         | ■ 보통                    | 마키노코 IS12 슈젠지 방면 |